# Zurab Iakobisvili
Zurab Iakobisvili (grúz nyelven: ზურაბ იაკობიშვილი; Kvareli, 1992. február 4. –) grúz szabadfogású birkózó. A 2018-as birkózó-világbajnokságon a bronzmérkőzésig jutott 70 kg-os súlycsoportban, szabadfogásban. A 2017-es birkózó világbajnokságon aranyérmet szerzett 65 kg-os súlycsoportban, szabadfogásban. Kétszeres Európa-bajnoki bronzérmes sportoló.

## Sportpályafutása
A 2018-as birkózó-világbajnokságon a 70 kg-osok súlycsoportjában megrendezett bronzmérkőzés során a mongol Byambadorj Bat Erdene lesz ellenfele.